# Exochus certus
Exochus certus är en stekelart som beskrevs av Valentina I. Tolkanitz 2003. Exochus certus ingår i släktet Exochus och familjen brokparasitsteklar. Inga underarter finns listade i Catalogue of Life.